# Ngugi wa Thiong'o
Ngugi wa Thiong'o, noto anche come James Ngugi (Kamiriithu, 5 gennaio 1938 – Buford, 28 maggio 2025), è stato uno scrittore, poeta e drammaturgo keniota, considerato uno dei principali autori della letteratura africana.
Scrisse romanzi, opere teatrali, racconti, saggi e opere per bambini, sia in inglese che in lingua kikuyu. Fu il fondatore e direttore della rivista in kikuyu Mutiiri. Fu più volte proposto come candidato al premio Nobel per la letteratura.

## Biografia
Ngugi nacque il 5 gennaio 1938 a Kamiriithu, nei pressi di Limuru nella contea di Kiambu, in Kenya, in una zona popolata dall'etnia Kikuyu, e fu battezzato "James Ngugi". Durante la rivolta dei Mau-Mau perse il fratellastro e sua madre fu catturata e torturata.
Frequentò la scuola missionaria locale, diventando un cristiano devoto. Nel 1963 si laureò alla Makerere University di Kampala, in Uganda; tuttavia, già l'anno prima iniziò la sua carriera letteraria, con la messa in scena della sua opera teatrale The Black Hermit ("L'eremita nero"), che fu anche la prima opera teatrale in lingua inglese pubblicata in Africa Orientale.
Nel 1964 pubblicò il suo primo romanzo, anche in questo caso il primo in Africa Orientale, Se ne andranno le nuvole devastatrici (Weep Not, Child), scritto durante gli anni di studio all'Università di Leeds, in Inghilterra. Nel successivo The River Between (1965) affrontò per la prima volta il tema della rivolta dei Mau-Mau, ponendola sullo sfondo di una storia d'amore contrastata dal conflitto fra cristiani e non-cristiani.
La svolta, letteraria e politica, venne con A Grain of Wheat ("Un chicco di grano", 1967), romanzo nel quale Ngugi espresse per la prima volta posizioni esplicitamente marxiste-fanoniste. Nel libro, egli rappresentò la difesa della proprietà collettiva della terra come strumento fondamentale di riscatto per il popolo keniota. Anche in questo caso ambientò la storia nel Kenya della ribellione Mau-Mau, descritta in toni quasi epici.
Poco tempo dopo la pubblicazione di A Grain of Wheat, Ngugi rinnegò la propria fede cristiana e l'uso della lingua inglese, abbandonando anche il suo nome "coloniale" James Ngugi e adottando quello completamente kikuyu di Ngũgĩ wa Thiong'o. Successivamente iniziò a scrivere esclusivamente nella lingua nativa del suo popolo, il kikuyu, e in swahili, iniziando a esprimere posizioni politiche sempre più apertamente ostili al potere politico di quegli anni. Riuscì tuttavia a ottenere e mantenere una cattedra presso l'Università di Nairobi.
L'opera teatrale Ngaahika Ndeenda ("Mi sposerò quando lo vorrò", 1977) causò il suo arresto, ordinato dal vicepresidente Daniel arap Moi. Mentre si trovava nel carcere di Kamiti, Ngugi scrisse il suo primo romanzo in gikuyu, Caitaani mũtharaba-Inĩ ("Diavolo in croce") su alcuni rotoli di carta igienica.

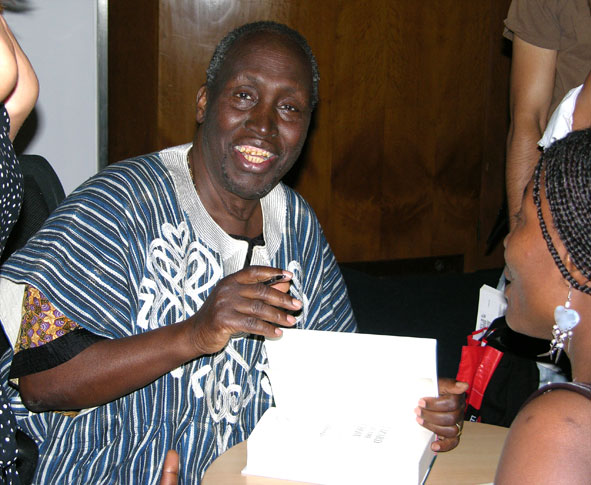
Ngugi wa Thiong'o

Fu rilasciato nel 1977, ma non gli fu concesso di tornare a insegnare a Nairobi. Nel 1981 pubblicò Detained ("Detenuto"), il diario dei suoi anni in prigione, e l'anno successivo, anche in seguito a minacce e molestie subite dalla sua famiglia, scelse l'esilio volontario, trasferendosi negli Stati Uniti il 5 giugno. Nel 1986 pubblicò il saggio Decolonizing the Mind: The Politics of Language in African Literature ("Decolonizzare la mente: la politica della lingua nella letteratura africana", 1986), in cui sostenne l'importanza delle lingue africane in letteratura. L'anno successivo pubblicò una delle sue opere di maggior successo, Matigari, una satira basata su una fiaba tradizionale kikuyu.
Nel 1992 divenne docente di letteratura comparata, prima presso Yale e poi presso l'Università di New York.
La sua ultima opera (la prima dopo circa un ventennio di silenzio), Wizard of the Crow, venne pubblicata nel 2006 da Random House.
Nel 2019 fu insignito dal governo autonomo catalano del prestigioso Premio Internazionale della Catalogna per la sua difesa delle lingue africane e del multilinguismo.

## Opere
- The Black Hermit, 1963
- Weep Not, Child, 1964, Heinemann 1987, McMillan 2005, ISBN 1-4050-7331-4
- The River Between, 1965, Heinemann 1965, Heinemann 1989, ISBN 0-435-90548-1
- A Grain of Wheat, 1967 ISBN 0-14-118699-2
- This Time Tomorrow ca. 1970
- Homecoming: Essays on African and Caribbean Literature, Culture, and Politics, 1972, Heinemann 1972,  ISBN 0-435-18580-2
- Secret Lives, and Other Stories, 1976, Heinemann 1992 ISBN 0-435-90975-4
- The Trial of Dedan Kimathi, 1976, ISBN 0-435-90191-5, African Publishing Group, ISBN 0-949932-45-0 (con Micere Githae Mugo)
- Ngaahika ndeenda: Ithaako ria ngerekano (I Will Marry When I Want), 1977 (con Ngugi wa Mirii), Heinemann Educational Books (1980)
- Petals of Blood, (1977) Penguin 2002, ISBN 0-14-118702-6
- Caitaani mutharaba-Ini (Devil on the Cross), 1980
- Writers in Politics: Essays, 1981
- Education for a National Culture, 1981
- Detained: A Writer's Prison Diary, 1981
- Barrel of a Pen: Resistance to Repression in Neo-Colonial Kenya, 1983
- Decolonising the Mind: The Politics of Language in African Literature, 1986
- Mother, Sing For Me, 1986
- Writing against Neo-Colonialism, 1986
- Njamba Nene na Mbaathi i Mathagu (Njamba Nene and the Flying Bus), 1986 (per bambini)
- Matigari ma Njiruungi, 1986
- Njamba Nene na Chibu King'ang'i (Njamba Nene and the Cruel Chief), 1988 (per bambini)
- Matigari, Heinemann 1989, Africa World Press 1994, ISBN 0-435-90546-5
- Bathitoora ya Njamba Nene (Njamba Nene's Pistol), 1990, Africa World Press, ISBN 0-86543-081-0 (per bambini)
- Moving the Centre: The Struggle for Cultural Freedom, Heinemann, 1993, ISBN 0-435-08079-2
- Penpoints, Gunpoints and Dreams: The Performance of Literature and Power in Post-Colonial Africa, Oxford University Press, 1998. ISBN 0-19-818390-9
- Mũrogi was Kagogo(Wizard of the Crow), 2004, East African Educational Publishers, ISBN 9966-25-162-6, 2006, Secker, ISBN 1-84655-034-3
- Something Torn and New: An African Renaissance, Basic Civitas Books, 2009, ISBN 978-0-465-00946-6
- Dreams in a Time of War: a Childhood Memoir, Harvill Secker, 2010, ISBN 978-1-84655-377-6
- In the House of the Interpreter: A Memoir, Pantheon, 2012, ISBN 978-0-30790-769-1

### Traduzioni italiane
- Petali di sangue (Petals of Blood), traduzione di Alda Carrer, Jaca Book, Milano 1979
- Se ne andranno le nuvole devastatrici (Weep Not, Child), traduzione di Marco Grampa, Jaca Book, Milano 1975
- Un chicco di grano (A Grain of Wheat), traduzione di Marco Grampa, Jaca Book, Milano 1977, 1997, 2017
- Addio Africa (racconto), nelle raccolte Tra un bicchiere e l'altro: racconti africani (a c. di Cristina Pugliese, Terra Nuova, Roma 1989) e Racconti dall'Africa (a c. di C. Pugliese, Mondadori, Milano 1993).
- Spostare il centro del mondo. La lotta per le libertà culturali (Moving the Centre: The Struggle for Cultural Freedom), traduzione di Carmen Nocentelli Truett, Meltemi Editore, Roma 2000, ISBN 88-8353-032-2,(Cerca su Google Books)
- Sogni in tempo di guerra (Dreams in a Time of War: a Childhood Memoir), traduzione di Guendalina Carbonelli, Jaca Book, Milano 2010, ISBN 978-88-16-53005-8
- Decolonizzare la mente (Decolonising the Mind), traduzione di Maria Teresa Carbone, Jaca Book, Milano 2015, ISBN 978-88-16-41300-9
- Un matrimonio benedetto (Secret Lives), traduzione di Marco Ferrazza, Quarup, Pescara 2015, ISBN 978-88-95166-36-0
- Scrivere per la pace (Secure the Base), traduzione di Alberto Cristofori, La nave di Teseo, Milano 2017, ISBN 978-88-93443-32-6
- Il Mago dei corvi (Mũrogi was Kagogo) traduzione di Andrea silvestri, La nave di Teseo, Milano 2019, ISBN 978-88-93448-88-8
- Nella casa dell'interprete (In the House of the Interpreter), traduzione di Maria Teresa Carbone, Editoriale Jaca Book, Milano 2019, ISBN 978-88-1680144-8
- Globalettica. Teoria e politica della conoscenza (Globalectics), traduzione di Cristiano Screm, Jaca Book, Milano 2019